# 岡本利雄
岡本 利雄（おかもと としお、1908年6月11日 - 1996年10月30日）は、日本の経営者。いすゞ自動車社長を務めた。山口県出身。

## 経歴
1937年に明治専門学校機械学科を卒業。1958年6月にいすゞ自動車取締役に就任し、常務、専務を経て、1970年6月に副社長に就任し、1976年1月に社長に昇格。1984年1月に取締役相談役兼名誉会長、1987年1月に相談役を経て、1990年1月から顧問を務めた。
1969年11月に藍綬褒章を受章し、1981年4月に勲二等瑞宝章を受章した。
1996年10月30日肺炎のために川崎市の病院で死去。88歳没。